# انهيار (ديناميكا هوائية)
الانهيار حالة الطائرة عندما لا يمكن السيطرة عليها، مثلا انهيار الجناح يعني أنه لم يعد قادراً عن توليد قوى الرفع الكافية لحمل الطائرة في الهواء.
يسمى أيضا الهوَيان، ويتجلى بانفصال الجريان كلياً عن السطح العلوي للمنساب الهوائي عند ازدياد زاوية الهبوب عن زاوية الرفع الأعظمي، وبالتالي ينخفض الرفع بدرجة كبيرة. ينتج عن تغير زاوية الجسم أو الجريان أو نتيجة اضطرابات مثل عملية الرفرفة.
عادة ينتج عن ارتفاع مقدمة الطائرة إلى درجات عالية مع عدم توفير قوة الدفع اللازمة من المحركات لرفع الطائرة نظراً لوزنها الضخم والتصميم الذي يعتمد عليه، وقلة المسافة بين الطائرة والأرض أي المسافة تكون بين 1000 إلى 2000 قدم، وتقوم الطائرة بالسقوط نحو الأرض بشكل عمودي وأول جزء يلمس أو يتحطم في الأرض هو مؤخرة الطائرة في أغلب الحالات.
تحدث هذه الحالة إذا قام الطيار برفع مقدمة الطائرة أثناء الإقلاع من مدرج المطار بدرجة كبيرة أو درجة خطرة، وعملية التغلب على هذه المشكلة تكون بواسطة اغلاق مثبطات الرفع spoilers بالكامل، وإدخال الفلابس بالكامل، بالإضافة إلى ذلك إنزال مقدمة الطائرة من 0 إلى -10 ودفع ذراع خانق المحركات إلى أقصى درجة.